# John Brewis
Henry John Brewis (ur. 8 kwietnia 1920 w Scarborough, zm. 25 maja 1989 w Penrith) – brytyjski (szkocki) polityk i prawnik, członek Izby Gmin i poseł do Parlamentu Europejskiego.

## Życiorys
Najmłodsze dziecko i jedyny syn wojskowego Francisa Bertiego Brewisa oraz Dorothy Katharine z domu Walker. Ukończył studia wyższe, uzyskał uprawnienia barristera. Przystąpił do szkockiej Partii Unionistycznej, wraz z nią w 1965 dołączył do Partii Konserwatywnej. Był członkiem rady hrabstwa Wigtownshire. W 1959 po raz pierwszy wybrany do Izby Gmin w wyborach uzupełniających, zasiadał w niej do października 1974, kiedy to nie ubiegał się o reelekcję. Od 1966 do 1969 oddelegowany do Zgromadzenia Parlamentarnego Rady Europy, a od 1973 do 1975 do Parlamentu Europejskiego. Od 1966 zastępca, a od 1981 do śmierci lord lejtant Wigtown.
Od 1949 żonaty z Faith MacTaggart-Stewart, mieli czworo dzieci.